# أحمد جمعة (لاعب كرة قدم مصري)
أحمد جمعة (مواليد 16 أغسطس 1988) يلعب حالياً في النادي المصري  لعب لنادي المنصورة ثم انتقل للنادي المصري حيث قضى نصف موسم مع الفريق ثم تم إعارته لنادي اتحاد الشرطة لنهاية الموسم، وعاد للنادي المصري مع مطلع الموسم التالي وحقق في النادي المصري إنجازات ولعب ببراعة كبيرة حتي لفت أنظار المدرب الأرجنتيني هيكتور كوبر المدير الفني لمنتخب مصروفي مطلع 2019 وقع مع نادي أحد السعودي.

## مسيرته مع الأندية

### بداياته
عندما كان بعمر الـ 15 عامًا، شاهده مدرب من نادي أبو بدوي وهو يلعب في دورة رمضانية وطلب منه المدرب أن يلتحق بالنادي. وبالرغم من عدم تحمس جمعة لذلك، إلا أنه وافق بعد تشجيع من أهله. وبعد موسم واحد في أبو بدوي انتقل لفرق ناشيئن نادي غزل المحلة. وهناك استمر 5 سنوات حتى صعده المدير الفني خالد عيد للفريق الأول. ولكنه لم يستمر في الفريق الأول سوى موسم واحد، قبل أن يستغنوا عنه لينتقل إلى نادي الرجاء الذي كان وقتها في دوري الدرجة الثانية. استمر مع الفريق لموسمين.

### المنصورة
وهو في الـ 22 من عمره، انتقل في صيف 2011 لنادي المنصورة رفقة زميله لاعب الوسط المهاجم محمود المغربي مقابل 400 ألف جنيه. استمر 3 مواسم مع الفريق، لعب فيهم 50 مباراة رسمية من أصل 62 مباراة وأحرز فيهم 26 هدفًا. سجل أول أهدافه الرسمية مع المنصورة يوم 17 نوفمبر 2011 في مرمى نادي بلدية المحلة في الأسبوع الأول للقسم الثاني موسم 2011–2012 ، وجاء آخر أهدافه يوم 12 مايو 2014 في مرمى نبروه موسم 2013–2014.

### المصري

#### موسم 2014–2015
وبفضل تألقه مع المنصورة، وصله عرض من النادي المصري بطلب من المدير الفني طارق يحيى. انتقل للمصري في يوليو 2014 بعقد مدته 3 سنوات بدون الإفصاح عن المقابل المادي. لكنه لم يشارك مع الفريق كثيرًا حيث لعب معه 4 مباريات فقط.

##### الإعارة لاتحاد الشرطة
انتقل في يناير 2015 رفقة زميله المالي إلياسو إيسياكا لنادي اتحاد الشرطة المشارك في الدوري الممتاز على سبيل الإعارة لمدة 6 أشهر. لعب جمعة مع الفريق 20 مباراة خلال موسم 2014/2015، سجل فيهم 4 أهداف وصنع أخر.

#### موسم 2015–2016
مع نهاية موسم 2014–2015 مع فريق اتحاد الشرطة، عاد أحمد جمعة لصفوف المصري بتوصية من حسام حسن المدير الفني الجديد للفريق. وبالرغم من بقاء أحمد جمعة احتياطيًا لزميله المهاجم أحمد رؤوف، إلا ان جمعة تألق بشدة في موسم 2015–2016 عندما ما ينزل بديلا. لم يبدأ جمعة سوى 4 مباريات فقط كأساسي، وفي المقابل شارك في 29 كبديل، ولكنه سجل 8 أهداف كثاني هدافين الفريق بعد رؤوف. ومن بين هذه الأهداف، هدفه في ديربي القناة بالجولة الـ 13 وبه فاز المصري على الإسماعيلي بهدف مقابل لا شيء. أحرز جمعه، الذي شارك بديلا، هدف الفوز في الدقيقة الأخيرة من عمر المباراة.
وبفضل أهدافه الحاسمة عندما يشارك بديلاُ، وصفته بعض التقارير بأنه «البديل الأفضل» في الموسم. وشبهه مدربه حسام حسن بمحمد ناجي "جدو" مهاجم منتخب مصر وهدافه في بطولة كأس الأمم الأفريقية 2010 رغم مشاركته بديلا أيضًا في كل المباريات.

#### موسم 2016–2017
أصبح جمعة هو المهاجم الأساسي للفريق في موسم 2016–2017 بعد رحيل أحمد روؤف عن الفريق. وفي 9 نوفمبر 2016، أعلن النادي تجديد عقده لمدة 3 مواسم قادمة. استمر جمعة في احراز الاهداف، وأنهى الموسم بـ11 هدف في الدوري جعلته هداف الفريق.

#### نادي أحد
وقع مع نادي أحد السعودي في يناير 2019 معار من النادي المصري .

## مسيرته مع المنتخب
كانت بداياته مع منتخب المحليين أمام المنتخب الليبي في 5 يونيو 2017 في مباراة ودية في إطار الاستعداد لمباراتي المغرب، ضمن التصفيات النهائية المؤهلة لكأس الأمم الأفريقية 2018.
اختاره المدير الفني هيكتور كوبر في مايو 2018 ضمن قائمة منتخب مصر الأولية المكونة من 29 لاعبًا استعدادًا لكأس العالم 2018. وشارك بديلًا في الشوط الثاني من مباراة الكويت الودية التي اقيمت يوم 25 مايو 2018 وانتهت بالتعادل بهدف لمثله. ولكن استبعده كوبر في 3 يونيو من قائمة الـ23 لاعب النهائية.

## إحصائيات مشاركاته
آخر تحديث في 5 يوليو 2018

### مع الأندية
| الفريق       | الموسم    | الدوري  | الدوري | الكأس   | الكأس | البطولات القارية | البطولات القارية | بطولات أخرى | بطولات أخرى | الإجمالي | الإجمالي |
| الفريق       | الموسم    | مشاركات | أهداف  | مشاركات | أهداف | مشاركات          | أهداف            | مشاركات     | أهداف       | مشاركات  | أهداف    |
| ------------ | --------- | ------- | ------ | ------- | ----- | ---------------- | ---------------- | ----------- | ----------- | -------- | -------- |
| الرجاء       | 2009–2010 |         |        | 2       | 0     | —                | —                | —           | —           | 2        | 0        |
| الرجاء       | الإجمالي  |         |        | 2       | 0     | —                | —                | —           | —           | 2        | 0        |
| المصري       | 2014–2015 | 4       | 0      | 0       | 0     | —                | —                | —           | —           | 4        | 0        |
| المصري       | الإجمالي  | 4       | 0      | 0       | 0     | —                | —                | —           | —           | 4        | 0        |
| اتحاد الشرطة | 2014–2015 | 19      | 4      | 1       | 0     | —                | —                | —           | —           | 20       | 4        |
| اتحاد الشرطة | الإجمالي  | 19      | 4      | 1       | 0     | —                | —                | —           | —           | 20       | 4        |
| المصري       | 2015–2016 | 31      | 8      | 3       | 0     | —                | —                | —           | —           | 34       | 8        |
| المصري       | 2016–2017 | 31      | 11     | 5       | 1     | 5                | 1                | 1           | 0           | 42       | 13       |
| المصري       | 2017–2018 | 31      | 12     | 2       | 3     | 7                | 5                | 0           | 0           | 40       | 20       |
| المصري       | الإجمالي  | 93      | 31     | 10      | 4     | 12               | 6                | 1           | 0           | 116      | 41       |